# Yasir Raji
Yasir Raji (10 luglio 1997) è un giocatore di football americano tedesco di origine nigeriana, che gioca come offensive lineman per i Madrid Bravos.